# Canal adjacent
En Radiodifusió un canal adjacent és un canal d'AM, FM o TV que està al costat d'un altre canal. El primer canal adjacent és el que està immediatament al costat d'un altre canal, el segon adjacent és el que és a dos canals de distància, i així successivament. La informació sobre els canals adjacents es fa servir per impedir que dues estacions confrontants (adjacents) s'interfereixin l'una amb l'altra.

## Interferència de canal adjacent
La interferència de canal adjacent és una interferència causada per restes espuris d'una radiació electromagnètica d'un canal adjacent. Una ACI pot ser causada per un filtrat insuficient (com el filtratge incomplet de productes modulació no desitjat en sistemes de modulació de freqüència), per una sintonització incorrecta o per un control de freqüència incorrecte (al canal de recepció, al canal emissor de la interferència o en tots dos).
Resumint: el senyal de B pateix una distorsió d'intermodulació amb fuites de senyal en freqüències adjacents. que passa a través d'amplificadors d'entrada RF del receptor A, que deixa passar algunes emissions de canal de B, a causa del flanc d'atenuació dels filtres de recepció d'A, en principi aquests filtres selectius estan dissenyats per “deixar passar” únicament uns canals determinats.